# تتی‌شری
تِـتی‌شری (انگلیسی: Tetisheri؛‏عربی مصری: تتى شرى) مادرسالاری خاندان سلطنتی مصر باستان در اواخر حکومت دودمان هفدهم مصر و اوایل حکمرانی دودمان هجدهم مصر بود.

## خانواده

### والدین غیر سلطنتی
تِـتی‌شری دختر «تجنیی» و «نفرو» بود. نام‌های والدین تتی‌شری به نظر می‌رسد که غیر سلطنتی بوده و از باندهای مومیایی که در گور TT320 یافت شده‌اند، شناخته شده‌اند.

## ازدواج
گمان می‌رود که او با سناختن‌رع تائو یکم ازدواج کرده باشد و با وجود خون غیر سلطنتی خود، به مقام همسر بزرگ سلطنتی رسید. تِـتی‌شری مادر سِقِنِن‌رَع تائو دوم شهبانوی آهوتپ یکم و احتمالاً کاموسه بود. به طور یقین، او مادر سات‌جحوتی است، همان‌طور که در تابوت ری‌شی این فرد گواهی شده است.
در ابیدوس، نوه‌اش، پادشاه احموس یکم، سنگ یادبود ملکه تِـتی‌شری را به‌منظور اعلام ساخت هرم و «خانه‌ای» برای تِـتی‌شری نصب کرد. مطابق یافته‌های جیمز هنری بریستد، احموس به ملکه اشاره می‌کند و او را «مادر مادر من، و مادر پدر من، همسر بزرگ پادشاه و مادر پادشاه، تِـتی‌شری» می‌خواند. این امر نشان می‌دهد که والدین او خواهر و برادر یا نیمه‌خواهر و نیمه‌برادر بوده‌اند. احموس یکم از آهوتپ یکم متولد شد.

## مدفن و یادبودها
تِـتی‌شری احتمالاً در طیبه (تبس) دفن شده و ممکن است در نهایت در مخزن سلطنتی در گور شمارهٔ TT320 دوباره دفن شده باشد. هنوز هیچ مقبره‌ای درطیبه به‌طور قطعی به ملکه تِـتی‌شری نسبت داده نشده است، اما یک مومیایی که ممکن است متعلق به او باشد، به نام «زن ناشناخته ب»، در کنار دیگر اعضای خانواده سلطنتی که دوباره دفن شدند، در مخزن سلطنتی قرار دارد.
فرعون احموس یکم نماد یادبود یا گور نمادین را در ابیدوس به احترام او و  در میان مجموعه عظیم مقبره‌ای که خود در این مکان داشت، ایجاد کرده بود،. این سازه از جنس خشت خام در سال ۱۹۰۲ توسط انجمن کاوش‌های مصر کشف شد و در آن یک سنگ یادبود عظیم پیدا شد که شامل ذکر نذورات احموس یکم و همسر-خواهرش احمس نفرتاری به هرم و محوطه (یا معبدی) برای تِـتی‌شری بود.
کاشف این اثر، سی.تی. کارلی، معتقد بود که اشاره به «هرم» تِـتی‌شری در متن به ساختمان حاوی سنگ یادبود مربوط نمی‌شود، بلکه به هرم بزرگتر مرتبط با معبد تشییع عظیم در پای‌بست آن اشاره دارد که در سال ۱۹۰۰ توسط ای.سی. مِیس کشف شده بود. با این حال، بر اساس کشفیات اخیر، این دیدگاه دیگر قابل اعتنا نیست. پای‌‌بستهای ساختمانی، که در سال ۱۹۰۳ توسط  سی.تی. کارلی به عنوان «معبد» یا «مصطبه» توصیف شده بود، در سال ۲۰۰۴ از طریق کاوش‌های مجدد مؤسسه شرق‌شناسی دانشگاه شیکاگو تحت هدایت اس.هاروی نشان داده شد که اساساً پایین‌ترین بخش‌های یک اهرام آجری است، آخرین هرم ساخته شده برای یک ملکه در مصر. بخش‌هایی از پوشش سنگ آهک هرم خوابیده نیز کشف شد که به‌طور قطعی نشان می‌دهد این ساختار از نظر شکل هندسی، هرم بوده است. بررسی مغناطیسی همچنین یک محوطه آجری به اندازه تقریبی ۷۰ در ۹۰ متر را نشان داد که پدیداری بود که پیش‌تر توسط باستان‌شناسان کشف نشده بود؛ بنابراین، این پدیدار اکنون می‌توانند به عنوان مشخصه ذکر شده در سنگ یادبود احموس شناسایی شوند: یک هرم و یک محوطه، که در میان مجموعه مقبره‌ای خود احموس ساخته شده‌اند.

## شواهد

### پیکرک (جعلی؟)
یک پیکرک که مدت‌ها در مجموعه‌های موزه بریتانیا نگهداری می‌شد و بر روی آن نوشته‌ای به نام تِـتی‌شری حک شده بود، توسط دبلیو. ئی. دیویس به عنوان پیکرکی تقلبی شناسایی شد، زیرا نوشته آن به شدت از نوشته‌های یک تِـتی‌شری مشابه ملکه که اکنون گم شده است، تقلید شده بود. با این حال، برخی از محققان این انتساب را زیر سؤال برده‌اند و سوالاتی در مورد اصالت احتمالی مجسمه خود، نه لزوما نوشته‌اش، مطرح کرده‌اند.
- پتری یوسی ۱۴۴۰۲ | در ارمنت، یک سنگ یادبود با نام سلطنتی نبپثی احموس نام مادر پادشاه تتی (mwt-nsw ttj، کارتوش) و برخی مرمت‌های معبد محلی را ذکر می‌کند.[۵] لقب «شریت» (šrt) در اینجا دیده نمی شود. ویژگی جالب سنگ یادبود این است که علامت jꜥḥ (اِن۱۱/اِن۱۲) در نام احموس به صورت وارونه قرار دارد.

- مونیخ آس ۷۱۶۳ + آس ۷۲۲۰ | یک تابوت چوبی تزئین‌شده از دختر پادشاه سات‌جحوتی/سات-ایبو (بدون کارتوش)، که دختر همسر پادشاه تتی (بدون کارتوش) بود.[۶]